# Yoshiki Hiraki
Yoshiki Hiraki (平木 良樹 Hiraki Yoshiki?), född 17 oktober 1986 i Chiba prefektur, är en japansk fotbollsspelare.
Hiraki började sin karriär 2009 i Nagoya Grampus. Efter Nagoya Grampus spelade han för Roasso Kumamoto, Shonan Bellmare, Blaublitz Akita och Vonds Ichihara. Han avslutade karriären 2014.